# Georgia Kullmann
Georgia Kullmann (19 de enero de 1924 - 23 de enero de 2005) fue una actriz de nacionalidad alemana.

## Biografía
Nacida en Dresde, Alemania, era hija de los actores Karina Balbian y Franz Kullmann. Ganó experiencia teatral en su infancia y estudió actuación entre 1942 y 1944 en Dresde. A partir de 1945 actuó en Múnich, Görlitz y Cottbus, y desde 1950 trabajó en Berlín. Desde 1955 actuó en el cine y en la televisión, principalmente en producciones de comedias. Trabajó con frecuencia en producciones del Fernsehtheater Moritzburg, entre ellas Der Lampenschirm (1976, de Curt Goetz), Pension Schöller (de Carl Laufs) y Gelähmte Schwingen (1981, de Ludwig Thoma). 
Georgia Kullmann falleció en Berlín en el año 2005. Había estado casada con Robert Trösch, que la dirigió en varias ocasiones.

## Filmografía (selección)
- 1957 : Wo Du hin gehst…
- 1957 : Onkelchens Traum oder Eine seltsame Verlobung (telefilm)
- 1962 : Rom via Margutta (telefilm)
- 1969 : Telegenerell (telefilm)
- 1972 : Ein Kugelblitz aus Eberswalde (telefilm)
- 1972 : Der große Coup des Waldi P. (telefilm)
- 1973 : Der Staatsanwalt hat das Wort (serie TV), episodio …und wenn ich nein sage?
- 1974 : Polizeiruf 110 (serie TV), episodio Konzert für einen Außenseiter
- 1976 : Der Lampenschirm (telefilm)
- 1977 : Pension Schöller (telefilm)
- 1979 : Waldfrieden + Gelähmte Schwingen (telefilm)
- 1980 : Maxe Baumann (serie TV), episodio Max in Moritzhagen
- 1981 : Asta, mein Engelchen
- 1982 : Meine Frau macht mich verrückt (telefilm)
- 1982 : Wilhelm Meisters theatralische Sendung (miniserie TV)
- 1983 : Die Schöne und das Tier (telefilm)
- 1986 : Der Verrückte vom Pleicher-Ring (telefilm)
- 1989 : Ferienheim Bergkristall (serie TV), episodio Alles neu macht der May
- 1991 : Farßmann oder Zu Fuß in die Sackgasse

## Radio
- 1965 : Egon Mathiesen: Mies mit den blauen Augen, dirección de Joachim Herting (Rundfunk der DDR)
- 1965 : Heinz Knobloch: Pardon für Bütten, dirección de Wolfgang Brunecker (Rundfunk der DDR)
- 1967 : Der Hase und der Brunnen, dirección de Helmut Molleg (Rundfunk der DDR)
- 1968 : Giles Cooper: Die unverdauliche Auster, dirección de Wolfgang Brunecker (Rundfunk der DDR)
- 1968 : Máximo Gorki: Pasquarello – Der Redakteur, dirección de Detlef Kurzweg (Rundfunk der DDR)
- 1969 : Bernhard Thieme: Protokoll über einen Zeitgenossen, dirección de Fritz Göhler (Rundfunk der DDR)
- 1969 : Fritz Selbmann: Ein weiter Weg, dirección de Fritz-Ernst Fechner (Rundfunk der DDR)
- 1969 : Hans Siebe: Der Mitternachtslift, dirección de Fritz Göhler (Rundfunk der DDR)
- 1973 : Ulrich Waldner: Frau Lämmlein, dirección de Joachim Gürtner (Rundfunk der DDR)
- 1974 : Gerhard Jäckel: Heute nicht, dirección de Joachim Gürtner (Rundfunk der DDR)
- 1978 : Inge Ristock: Neue Aufregung um Jörg, dirección de Inge Ristock (Rundfunk der DDR)
- 1980 : Jorge Amado: Der gestreifte Kater und die Schwalbe Sinhá, dirección de Manfred Täubert (Rundfunk der DDR)
- 1984 : Lasar Lagin: Abenteuer mit Hottab, dirección de Rüdiger Zeige (Rundfunk der DDR)
- 1988 : Veit Stiller: Feuerwehrvergügen, dirección de Detlef Kurzweg (Rundfunk der DDR)
- 1990 : Georg Seidel: Carmen Kittel, dirección de Fritz Göhler (Funkhaus Nalepastraße)